# オマン湖 (サスカチュワン州)
オマン湖（オマンこ、英語: Oman Lake）は、カナダのサスカチュワン州北部に位置する湖である。

## 概要
この湖はサスカチュワン州のウラニウム・シティ (Uranium City) から東に約120kmの地点にある。また、ノースウエスト準州との境界からおよそ30km、アサバスカ湖東岸から北東に約50kmの地点に位置する。オマン湖は南北に5km程度離れた2つの湖がUの字型に繋がったような形をしており、湖水は東部にあるフォンテーヌ湖（Fontaine Lake）とグレース川（Grease River）から流れ込んでいる。

## フィッシング
オマン湖を含む数多くの湖が存在するサスカチュワン州は年間16万人もの釣り客が訪れる土地であり、これらの観光客がもたらす経済効果は100万ドル以上となっている。そのため、水産資源保護の観点と地域住民の伝統や文化を維持する目的から、釣り針の種類や一日に釣ることのできる魚の数に関する法的規制が存在する。オマン湖は3段階ある規制の中で最も厳しいCatch and Release (CR3) Waters に区分されており、Arctic grayling、レイクトラウト、ノーザンパイク、ウォールアイ、Saugerは一日一匹しか釣ることができない。また、キャッチアンドリリースを行うために、釣り針は返しの無いものを使用することが義務づけられている。

## 地質学的調査
オマン湖周辺地域の70%の地層からは先カンブリア時代に形成された鉱物が見出されており、地質学的見地からの詳細な報告が行われている。南北の両オマン湖の周辺部では10%未満の黒雲母と角閃石播種粒を含む珪長質片麻岩や、花崗岩、および花崗岩と片麻岩から形成されるミグマタイトがみられるほか、南側の湖の南東側岸部では角閃石片麻岩や泥質岩が存在している。

## 地図
当該地域の詳細な地図の資料を以下に示す。
- サスカチュワン州政府によるオマン湖周辺の地図